# 福禄寿FloruitShow
福禄寿FloruitShow，是世界音乐厂牌「北河三」旗下的独立乐队，由主唱兼键盘手豆豆（杜冰儿）、竖琴兼吉他手捏捏（杜雪儿）以及合成器兼打击乐器咪咪（杜飞儿）三人组成。三名成员均毕业于中央音乐学院。由于杜雪儿购毒被封杀退队，2023年，余下二人将乐队更名为DOUDOU，继续音乐活动。

## 乐队名称
中国古代民间将猎户座腰带三星分别称为福星、禄星和寿星。农历除夕夜三星在天空高高升起，人们视之为福禄寿三星的到来，因此它们承载着人们对福气、财富和长寿的美好愿望。该名字起初只是个玩笑，但三人越想越觉得合理；她们希望用歌曲传达这些美好寓意，因此将自己的乐队命名为“福禄寿”。然而该名已被注册，故又附加了“FloruitShow”，与“福禄寿”音近，又有“全盛时期的演出”之意。三姐妹也希望通过这一不那么像女孩的名称，淡化乐队的性别色彩，使听众更加关注乐队作品想要传达的含义。

## 乐队生平和发展
1991年，三姐妹出生在北京的一个高级知识分子家庭，其祖父为杜导正（《光明日报》原总编辑、中华人民共和国新闻出版署第一任署长、《炎黄春秋》杂志创办人），祖母为续志先，父亲为杜小雷，母亲姓蒋，外祖母名为玉珍。自幼家庭音乐氛围良好：从4岁学习钢琴，10岁师从徐之彤学习作曲。2006年，三姐妹考入中央音乐学院附中。2010年，冰儿与飞儿考入中央音乐学院作曲系，雪儿则以专业第一成绩进入管弦系竖琴专业。在校期间，三人屡获奖项，但杜冰儿与杜雪儿因创作倾向与主流古典音乐教育体系产生理念差异，被同学视为"非典型"学生。
2012年，三人以“冰雪飞”组合（取自三人姓名）名义尝试流行音乐创作，作品风格偏商业化制作，和毛阿敏合作创作过歌曲《幸福慢慢来》（电视剧《独生子女的婆婆妈妈》片尾曲），发布过专辑《皇后小姐》，但未取得市场强烈反响。2012年曾参加过东方卫视《声动亚洲》节目，获高晓松认可。2016年，三姐妹推出后现代主义视听作品《震颤》，参演同年北京青年艺术节。
毕业后三年，三人各奔东西：杜冰儿在音乐学校教乐理课；杜雪儿研究生毕业后考入交响乐团演奏竖琴；杜飞儿为音乐剧编曲。时常分离的不悦、大量摄入各类艺术作品以及对前景的压抑，促使三人开始编曲。
2018年9月，三人以“福禄寿FloruitShow”名义发布单曲《我用什么把你留住》，标志着福禄寿乐队的实质性成立。该作品灵感来自刘慈欣小说《欢乐颂》中的未来声音，因融合器乐实验性与情感表达，通过网易云音乐平台发布后引发广泛关注。歌曲以低沉音色与抽象歌词传递复杂情绪，成为“丧文化”群体的情感投射载体，评论量持续攀升，奠定其早期受众基础。2019年2月，福禄寿FloruitShow发布乐队第三首歌曲《马》，由此获邀加入摩登天空旗下北河三世界音乐厂牌。
2019年8月，《我用什么把你留住》被收录于摩登天空发行的《摩登天空 9》合辑中。在合辑首发现场，三姐妹第一次以独立乐队形式登台演出，被评为有“电子古典融合”的新古典音乐风格。其创作模式以三胞胎姐妹高度协作为核心，通过密集讨论完成词曲编排，形成编曲复杂、意象丰富的“奇幻民谣”风格，代表作《玉珍》《马》等作品均体现多乐器融合与叙事性结构。
2020年，福禄寿FloruitShow参加爱奇艺综艺节目《乐队的夏天 第二季》，凭借改编曲目《少年》进入公众视野。节目呈现其音乐中生死哲思与神秘主义美学，同时引发关于编曲繁复性与风格定位的争议。成为当季Hot10乐队之一。因编曲复杂度高，现场演出需携带大量乐器，调试难度大，导致演出频率较低。

#### 杜雪儿购毒争议
2021年，乐队成员杜雪儿大量缺席乐队活动，乐队对外称其因腰伤正在休养。
2022年4月，据媒体报道，乐队成员杜雪儿曾因犯走私毒品罪，被判处有期徒刑一年（2021年1月29日被羁押，3月5日逮捕，2022年1月28日刑满释放），并处罚金人民币一万元。判决书称：2021年1月4日，杜雪儿通过微信从美国购买邮票状“LSD”9张，邮寄走私入境。同月26日邮件在天津海关被查获，后移交北京海关缉私局处理；29日，缉私局在收货地址抓获杜雪儿。因涉案毒品数额不大，且已被起获，未造成严重社会影响，又系初犯、偶犯，法院酌予从轻处罚。毒品包装物予以没收，iPhone 12 Pro Max手机一部发还被告人。2022年4月25日，杜雪儿发微博致歉并称已退出乐队。

#### 乐队更名
2023年6月，乐队成员杜冰儿、杜飞儿以“DOUDOU”乐队的名义发行单曲《南三环东路》，并于8月举行「春夏秋冬」上海音乐会。“DOUDOU”或来自主唱昵称“豆豆”。

## 创作风格及演变
三姐妹深受古典乐创作思维影响，因而她们的作品总是围绕几组固定的主题和意象展开。编曲常融合竖琴、弦乐、电子乐与打击乐，编曲层次丰富，注重叙事性与仪式感。
乐队歌曲中经常包含对逝去的人、事物、时间的哀咏感怀，对自我心境和志向的描绘以及对宇宙和身后世界的想象。代表作《玉珍》《马》《兰若度母》均以生死哲思、家族记忆为题材，结合宇宙学、东方神秘主义意象。
富有诗意的歌词增加了歌曲的文学性、画面感。主歌低徊的旋律搭配独具特色的和音，与副歌中的呐喊之声对照，传递了凝重但不悲观、深厚又流露着童真、稚气、细腻与温暖的情感。繁复多层次的编曲结构与宏大、深刻的主题和思考相得益彰。
宗教元素、铃铛等配器的使用给乐队作品增添了古老而神秘的东方色彩。电子乐的运用又使乐队作品不落窠臼，显得灵动、轻盈、前卫与时髦。

## 音乐作品
单曲
|    | 名称             | 发布日期       | 注释                                                    |
| -- | ---------------- | -------------- | ------------------------------------------------------- |
| 1  | 我用什么把你留住 | 2018年9月2日   | 至2020年12月10日，该歌曲已在网易云得到超过26，000条评论 |
| 2  | 超度我           | 2018年12月2日  |                                                         |
| 3  | 马               | 2019年2月11日  |                                                         |
| 4  | 没咯             | 2019年10月21日 |                                                         |
| 5  | 玉珍             | 2019年12月27日 | 题材为怀念三人名叫「玉珍」的外祖母                      |
| 6  | 春暖花开去见你   | 2020年2月8日   |                                                         |
| 7  | 因为你在         | 2020年2月17日  | 与达闻西乐队合作                                        |
| 8  | 兰若度母         | 2020年4月5日   | 歌曲灵感来源于新冠病毒大流行期间三姐妹的独特经历        |
| 9  | 如何             | 2020年5月5日   |                                                         |
| 10 | FEARLESS         | 2020年11月17日 | 2020 COSMO时尚盛典主题曲                                |
| 11 | 面朝大海         | 2020年11月18日 | 与演员姚晨合作                                          |
| 12 | 如何（Remix）    | 2020年12月9日  | 与Blue Foundation合作                                   |
| 13 | 岁神行春令       | 2021年1月28日  |                                                         |
| 14 | 心静自然凉       | 2021年2月18日  | 收录于首张专辑《我用什么把你留住》                      |
| 15 | 多一个世界       | 2021年5月20日  | 为魔兽世界音乐节 （页面存档备份，存于）创作             |
| 16 | 冲出地球         | 2021年7月20日  | 为《冲出地球》同名电影创作                              |
| 17 | Before Tomorrow  | 2021年12月16日 | 与Lu1合作                                               |
| 18 | 冰雪荧煌         | 2022年2月3日   | 与敦煌研究院合作                                        |
| 19 | 遇见三国         | 2022年2月5日   | 为《摩登天空10》国风音乐合辑的先行曲                    |
| 20 | 南三环东路       | 2023年6月6日   | 杜雪儿退出，乐队更名为“DOUDOU”                          |
| 21 | 暮野荒原         | 2023年7月20日  | 以“DOUDOU”名义发表，与吴垚滔合作                        |
| 22 | 最终观测         | 2023年10月26日 |                                                         |
| 23 | 可你听见了       | 2024年7月8日   | 电影《默杀》主题曲                                      |
| 24 | 嗵嗵             | 2025年1月23日  |                                                         |
| 25 | 拂過沙的光       | 2025年5月4日   | 五四青年節主題歌曲                                      |

专辑
|   | 名称             | 发布日期      | 注释 |
| - | ---------------- | ------------- | ---- |
| 1 | 我用什么把你留住 | 2021年2月18日 |      |

## 演出经历

### 综艺节目
乐队的夏天 2
| 集数        | 日期          | 表演                   | 注释                                |
| ----------- | ------------- | ---------------------- | ----------------------------------- |
| 第2季第1期  | 2020年7月25日 | 《玉珍》               |                                     |
| 第2季第7期  | 2020年8月15日 | 《少年》               | 原唱：梦然，改编：福禄寿FloruitShow |
| 第2季第10期 | 2020年9月5日  | 《没咯》               | 与李云迪合作                        |
| 第2季第11期 | 2020年9月12日 | 《妹妹你大胆地往前走》 | 与大波浪乐队合作                    |
| 第2季第12期 | 2020年9月19日 | 《我用什么把你留住》   |                                     |
| 第2季第13期 | 2020年9月26日 | 《马》                 |                                     |

### 音乐节
|    | 名称                           | 日期             | 地点   |
| -- | ------------------------------ | ---------------- | ------ |
| 1  | 2019草莓超赞音乐节             | 2019年11月10     | 昆明   |
| 2  | 宅草莓不是音乐节               | 2020年2月5日     | 线上   |
| 3  | 2020草莓音乐节                 | 2020年6月14日    | 线上   |
| 4  | 麦浪嘉年华音乐节               | 2020年9月13日    | 哈尔滨 |
| 5  | 「与牠同行」2020线上公益音乐节 | 2020年9月28-30日 | 线上   |
| 6  | Hi，我也在草莓音乐节           | 2020年10月2日    | 成都   |
| 7  | 森林音乐狂欢节                 | 2020年10月6日    | 南京   |
| 8  | Hi，我也在草莓音乐节           | 2020年10月7日    | 北京   |
| 9  | Hi，我也在草莓音乐节           | 2020年10月16日   | 长沙   |
| 10 | 慈溪氧气森林音乐节             | 2020年10月18日   | 宁波   |
| 11 | Hi，我也在草莓音乐节           | 2020年10月31日   | 西安   |
| 12 | Hi，我也在草莓音乐节           | 2020年11月8日    | 重庆   |
| 13 | 七彩云南·五百里音乐节          | 2020年11月28日   | 昆明   |
| 14 | Hi，我也在草莓音乐节           | 2020年11月29日   | 陵水   |
| 15 | 归山音乐生活节（DOUDOU）       | 2023年9月3日     | 成都   |

### 专场
|   | 名称                                        | 日期           | 城市 |                |
| - | ------------------------------------------- | -------------- | ---- | -------------- |
| 1 | 「在我离开之后」福禄寿FloruitShow专场音乐会 | 2020年10月24日 | 上海 | 上海音乐厅     |
| 2 | DOUDOU「春夏秋冬」上海音乐会                | 2023年8月24日  | 上海 | Modern Sky LAB |
| 3 | DOUDOU「春夏秋冬」上海音乐会（加场）        | 2023年8月25日  | 上海 | Modern Sky LAB |